# Jack Teagarden and His Orchestra

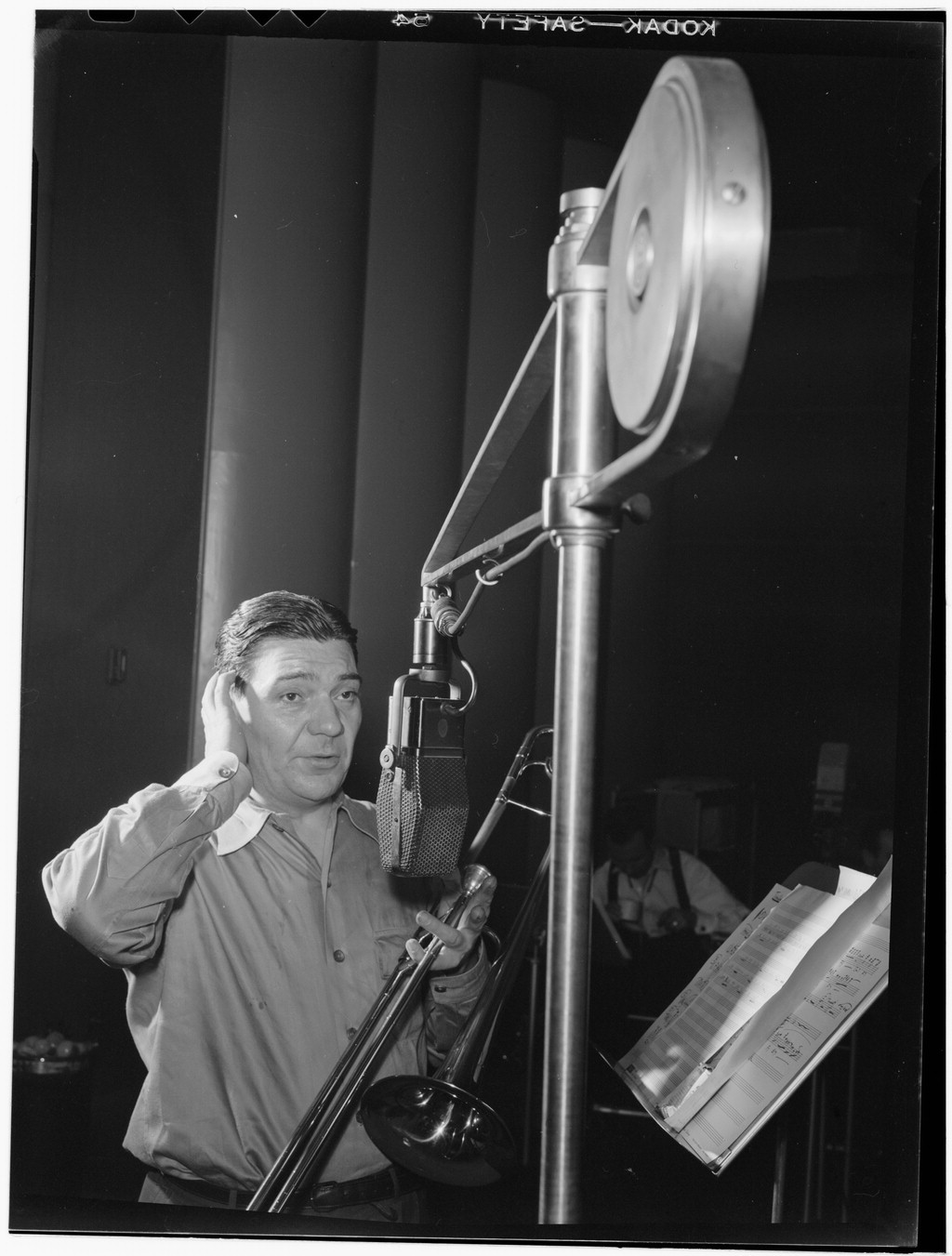
Jack Teagarden im Victor Aufnahmestudio, New York, ca. Mai 1947. Foto William P. Gottlieb

Jack Teagarden and His Orchestra war eine mit Unterbrechungen zwischen 1939 und 1946 bestehende Bigband, geleitet von Jack Teagarden. „Sieben Jahre Pech“, kommentierte der Teagarden-Biograf George Hoefer diesen Abschnitt, der zwar „musikalisch erfolgreich, aber mit dem Ergebnis eines unüberschaubaren Schuldenbergs“ ausging. 1947 musste Teagarden seine Band auf Combo-Format reduzieren.

## Bandhistorie

### 1939/40
Der Posaunist und Sänger Jack Teagarden hatte zehn Jahre bei Ben Pollack und 1936 bis 1938 bei Paul Whiteman and His Orchestra gearbeitet. Nachdem sein Vertrag mit Whiteman zum Jahresende 1938 ausgelaufen war, gründete er Anfang 1939 seine eigene Bigband. Eine ihrer ersten Auftritte hatte das Orchester im New Yorker Roseland Ballroom. Der damalige Musikkritiker George T. Simon notierte kritisch: „Tonal [gemeint ist „klanglich“ und keine Orientierung an „Tonalität“] ist sie wunderbar. Rhythmisch kann man zu ihr bestens tanzen. Geistig bietet sie wenig Inspiration.“
„Jack hatte die Band in einer Quasipartnerschaft mit Charlie Spivak aufgestellt, der eine herrliche Leadtrompete spielte“, schrieb Simon über das Entstehen des Orchesters. „Es waren noch weitere gute Musiker dabei, der Saxophonist Ernie Caceres, der Jazztrompeter Lee Castaldo, der Gitarrist Allan Reuss sowie ein exzellenter junger Klarinettist namens Clint Garvin.“ Am 20. Februar 1939 hatte Teagarden Gelegenheit, im New Yorker Paramount-Studio mit seinem neuen Orchester den Sänger Hoagy Carmichael in einem „Soundie“ (Regie Leslie Roush) zu begleiten. Hoagy Carmichael sang u. a. seine Hits „Two Sleepy People“, „Washboard Blues“, „Rockin’ Chair“, „Star Dust“ und „Lazy Bones“; weitere Nummern präsentierte die Sängerin Meredith Blake.
Am 14. April 1939 folgte in New York für Brunswick Records in ähnlicher Besetzung die erste Aufnahmesession des neuen Orchesters, bei der die Titel „Persian Rug“ (arrangiert von Red Bone) und die beiden Gesangsnummern „The Sheik of Araby“ (mit Teagarden/Meredith Blake, Gesang) und „Class Will Tell“ entstanden. Bei den folgenden Studioterminen in New York („I Gotta Right to Sing the Blues“) und Chicago wechselte Teagarden Musiker und Sängerinnen aus; hinzu kam der Trompeter Lee Castle (Castaldo); die Gesangsparts hatten Jean Arnold („That's Right - I'm Wrong“) und Linda Keene in „White Sails (Beneath a Yellow Moon)“, „featuring 16 men and a girl“, hieß er auf dem Etikett der Platte. „White Sails“ schaffte es auf #2 in der wöchentlichen Rundfunksendung Your Hit Parade.

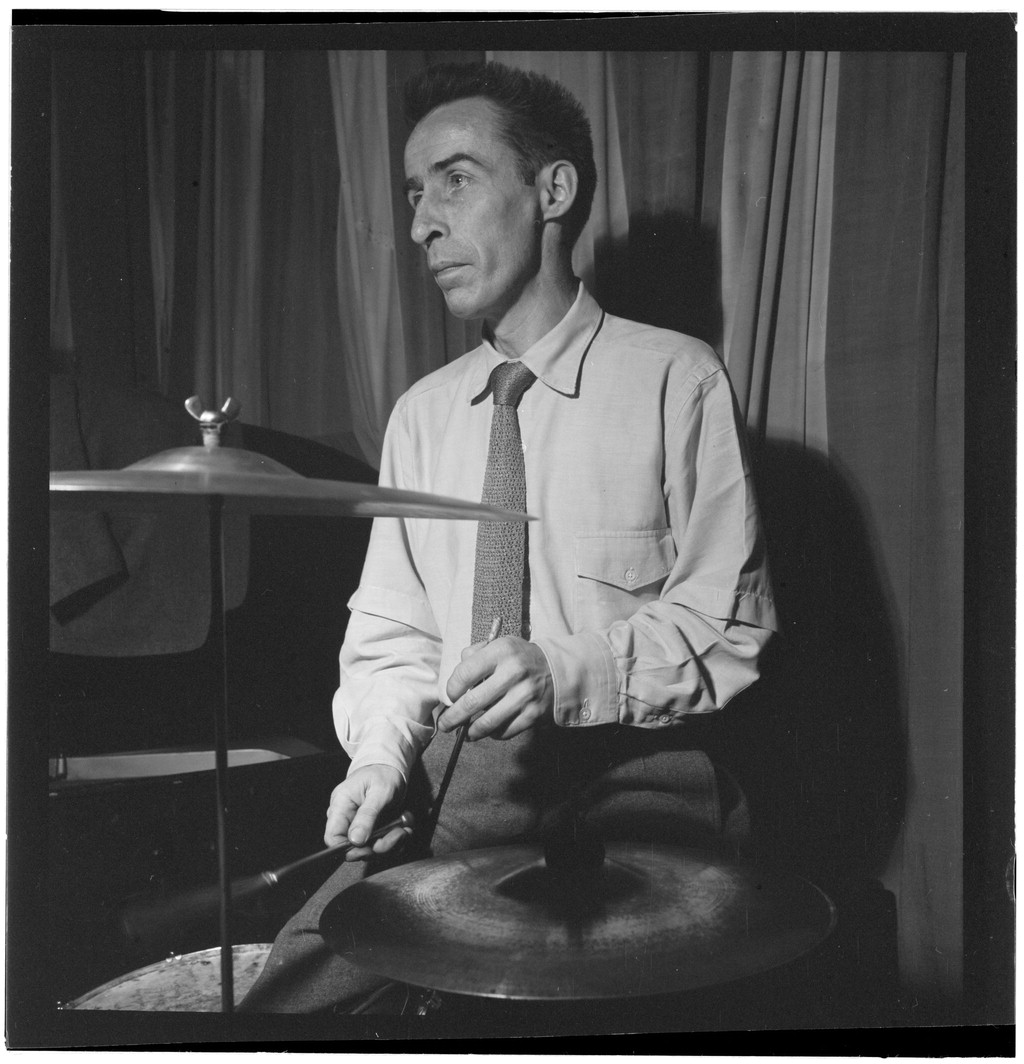
Dave Tough, 1947 in Eddie Condons Basement. Foto Gottlieb.

Am 4. Juni 1939 trat Jack Teagarden mit seinem Orchester in der Rundfunksendung Fitch Summer Bandwagon Show auf; am 23. Juni und am 19. Juli folgten weitere Aufnahmen für Brunswick in Chicago; Arrangeur war diesmal Fred Van Eps. Dabei entstanden Titel wie „Especially for You“, „Puttin’ and Takin’“ oder „Aunt Hagar’s Blues“, einen Titel von W. C. Handy, den Teagarden bereits ein Jahr zuvor mit Paul Whiteman and His Swing Wing (Decca 2145) eingespielt hatte. Am 22. und 23. August gastierte die Gruppe im Club Frank Dailey’s Meadowbrook in Cedar Grove, New Jersey; der Auftritt – u. a. mit den Standards „Three Little Words“, „Stairway to the Stars“ und der populären Basie-Nummer „One O’Clock Jump“ im Programm – wurde im Rundfunk übertragen. Mit dabei (wie auch beim Studiotermin für Columbia am 23. und 25. August in New York) war als Neuzugang die junge Sängerin Kitty Kallen, zu hören in „I'm Takin’ My Time with You“, „I Wanna Hat with Cherries“, „I’ll Remember“ und „Hawaii Sang Me to Sleep“. Ein weiterer Neuzugang war die Sängerin Dolores O’Neil, die ebenfalls in Cedar Grove auftrat („Especially for You“), aber Teagardens Band schon bald wieder verließ.
Im September 1939, bei einem weiteren Konzert in Frank Dailey’s Meadowbrook wechselte Dave Tough für Jacks jüngeren Bruder Clois „Cubby“ Teagarden in die Band; der Pianist Jack Russin (der Bruder von Babe Russin) kam für John Anderson beim nächsten Studiotermin am 25. September 1939 („Stop Kicking My Heart Around“). „Teagarden, immer ein großzügiger Mensch,“ schrieb George T. Simon, „bezahlte [seine Musiker] gut – tatsächlich zu gut, denn bevor noch ein Jahr vergangen war, hatte seine finanzielle Großzügigkeit ihre Grenzen erreicht, und er war gezwungen, die Band mit billigeren Musikern neu zu besetzen.“ Dennoch soll Teagarden am Ende des ersten Jahrs des Bestehens seiner Bigband 50.000 $ Schulden gehabt haben.

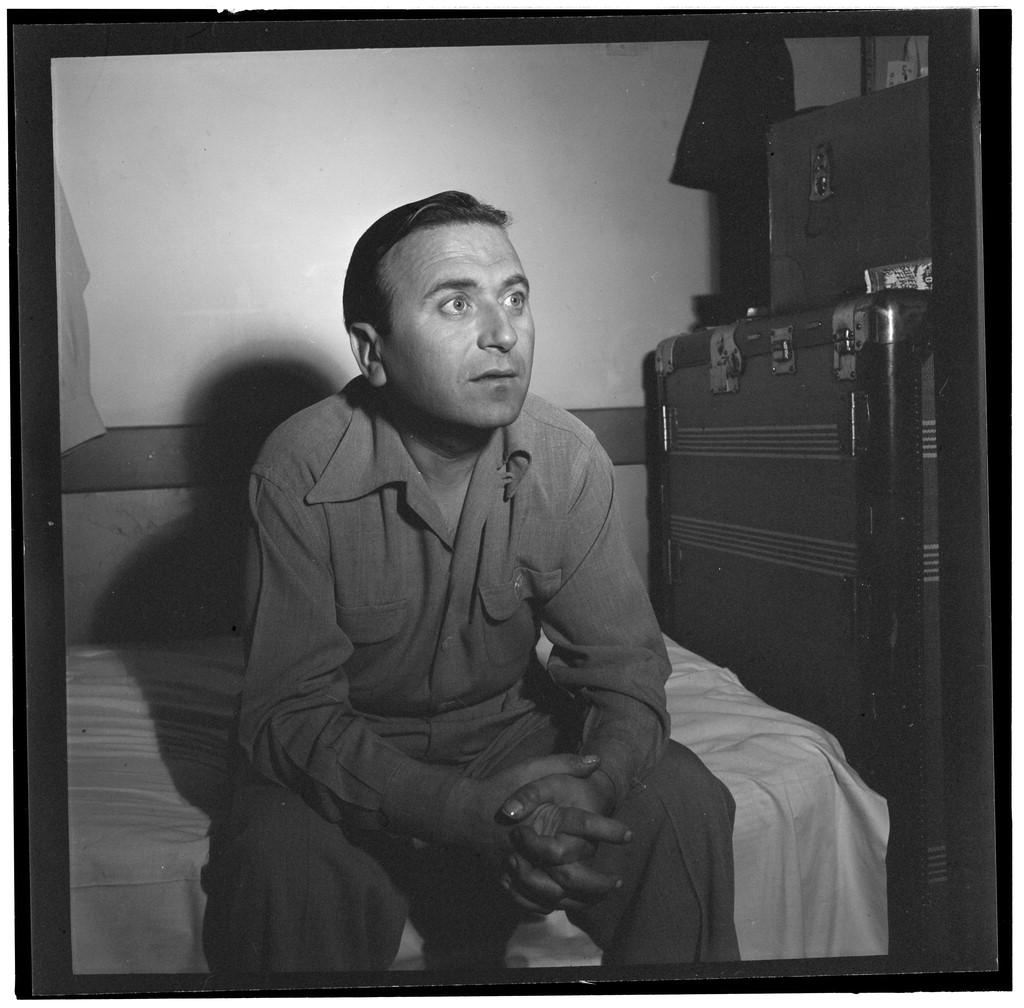
Charlie Spivak (Foto William P. Gottlieb)

Im Oktober 1939 nahm Teagarden neben einer weiteren Gesangsnummer mit Kitty Kallen („So Many Times“) die Titel „Red Wing“, „Muddy River Blues“, „United We Swing“ und „Wolverine Blues“ auf. Bei der nächsten Session am 1. November (bei der „Beale Street Blues“, „Somewhere a Voice Is Calling“ und „Swingin' on the Teagarden Gate“ entstanden) kam Frank Ryerson für den ausscheidenden Charlie Spivak; Benny Pottle (Bass) ersetzte Art Miller. Bei der CBS-Rundfunksendung Young Man With a Band im November spielte das Orchester die Andy-Razaf-Nummer „On Revival Day“ ein; gekoppelt mit „Wolverine Blues“ erschien sie als V-Disc.
Mit einer „runderneuerte[n] Teagarden-Gruppe“ ging der Bandleader am 5. und 8. Februar 1940 in ein Aufnahmestudio; für Varsity, ein 1939 gegründetes Sublabel der United States Record Corporation, nahm das
Jack Teagarden Orchestra drei weitere Titel auf, „Can't We Talk It Over?“ „My Melancholy Baby“ und „If I Could Be With You (One Hour Tonight)“; letzteren hatte Teagarden bereits 1930 bei Ben Pollack aufgenommen. In Teagardens Orchester spielten nun John Fallstitch, Tom Gonsoulin (tp), Sid Feller (tp, arr), Jose Gutierrez, Seymour Goldfinger, Joe Ferrall (trb), Art St. John (as, bar), Jack Goldie, Tony Antonelli, Joe Ferdinando (as), Larry Walsh (ts), Nat Jaffe (p), Danny Perri (git), Arnold Fishkin (kb) und Paul Collins (dr), Arrangeur war der junge Pianist Phil Moore (1918–1987), der später selbst als Bandleader erfolgreich sein sollte. Irving Szathmary arrangierte die von Kitty Kallen gesungenen Titel dieser Session, „Love for Sale“, „You, You Darlin’“, „The Moon and the Willow Tree“ und „Wham [Re-bop-boom-bam]“, eine Nummer von Eddie Durham und Taps Miller.
Bei der nächsten (und vorletzten) Varsity-Session am 15. April 1940 kam die Sängerin Marianne Dunn hinzu, zu hören in „Devil May Care“, „I Hear Bluebirds“ und in „Night on the Shalimar“; die Melodie basierte auf einem Teil der Polowetzer Tänze aus Alexander Borodins Oper Fürst Igor von 1888. In der orientalisch eingeleiteten Swingnummer „Fatima’s Drummer Boy“ war Jack Teagarden der Vokalist. Am 4. Juli holte Jack Teagarden seine Musiker vorerst ein letztes Mal ins Plattenstudio, wieder in veränderter Besetzung: Der Holzbläser Danny Polo ersetzte Benny Lagasse; neuer Bandvokalist war David Allyn: Eingespielt wurden die von Phil Moore arrangierten Gesangsnummern „Now I Lay Me Down to Dream“, „Wait Till I Catch You in My Dream“ und „River Home“ mit Allyn sowie „And So Do I“ mit Marianne Dunn.
Ohne in den nächsten Monaten Schallplatten aufnehmen zu können, trat Jack Teagarden und sein Orchester weiterhin auf, so etwa am 11. Dezember 1940 im Arcadia Ballroom in New York; als Rundfunkmitschnitte blieben die Titel „Dark Eyes [Otchitchornyia]“, „Blue Mist“ und „Frenesi“ erhalten. George Simon schrieb über diese Phase der Band: „Die weniger gut bezahlten Musiker arbeiteten hart und im letzten Quartal 1940 leitete Jack wieder eine Band, auf die er stolz sein konnte. Stilistisch reflektierte sie viele gute Eigenschaften ihres Leaders: Sie klang voluminös, erdig und männlich.“

### 1941–1944
Am 6. Januar 1941 spielte Teagardens Orchester im New Yorker Decca-Studio vier weitere Titel ein, die Balladen „It All Comes Back to Me Now“„Here's My Heart“ mit David Allyn, ferner den Instrumentaltitel „Frenesi“ und „Accident’ly on Purpose“, ein Lied mit der Vokalistin Lynne Clark. Am 11. Januar folgte eine Jazzversion von Rachmaninoffs „Prélude cis-Moll“, außerdem „Chicks Is Wonderful“ und „Blues to the Lonely“ (eigentlich „Lonely Blues“), mit Pokey Carriere (tp), Teagarden (Gesang), Danny Polo (reeds), Ernie Hughes (p), Botkin, Arnold Fishkind (kb) und Paul Collins (dr) in kleinerer Besetzung. Im Mai 1941 begleitete Teagarden mit seinem Orchester den Sänger Bing Crosby in dem Paramount-Musikfilm Birth of the Blues unter der Regie von Victor Schertzinger. Crosby stellte in dem Film neben dem Titelstück (geschrieben von Ray Henderson, Buddy DeSylva und Lew Brown) „St. James Infirmary“, „My Melancholy Baby“ und „By the Light of the Silvery Moon“ vor, im Duo mit Mary Martin sang er „Wait till the Sun Shines Nellie“ und zusammen mit Teagarden und Martin „The Waiter and the Porter and the Upstairs Maid“.

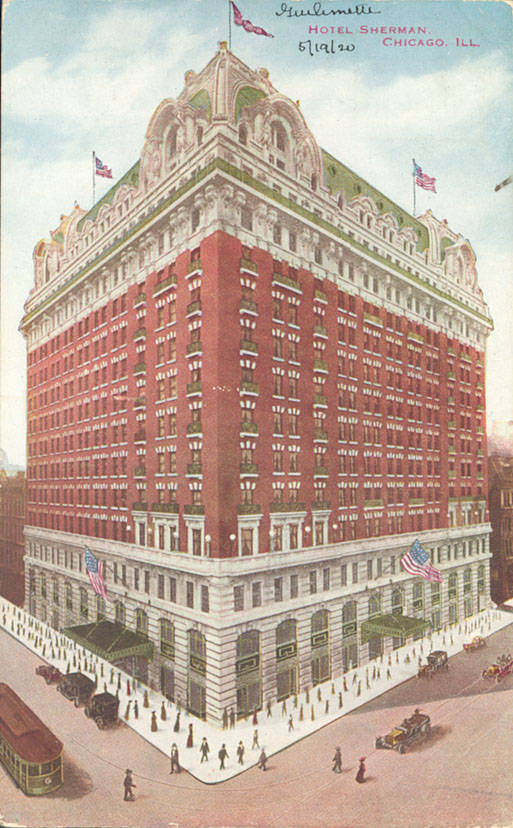
Das Hotel Sherman in Chicago, in dem Teagardens Orchester Ende 1941 auftrat.

Am 7. Juli fand die letzte Decca-Session statt; Jack Teagarden holte Art Gold (tp) als Ersatz für John Fallstitch, Fred Keller (trb) für Seymour Goldfinger und Myron Shapler (Bass) für Arnold Fishkin in die Band. Eingespielt wurden vier Titel; Phil Moore steuerte die Instrumentalnummern „A Rhythm Hymn“ und „Prelude to the Blues“ bei, hinzu kamen „The Blues Have Got Me“ (ein Titel von Charlie LeVere) und „Nobody Knows the Trouble I’ve Seen“, mit dem Bandleader als Vokalisten. In diesem Jahr kam es zu keinen weiteren Plattensessions, lediglich zwei sogenannte Transcription Sessions für den Standard Transcription Service am 21. bis 23. Oktober 1941 und am 17. Dezember 1941, mit Kitty Kallen („Has Anybody Here Seen Jackson“) und David Allyn („No Need to be Sorry“) als Vokalisten. Im November und Dezember ’41 entstanden außerdem noch Rundfunkmitschnitte aus dem Sherman Hotel in Chicago; zu hören ist Teagarden als Sänger in „Mr. Jessie“ und „One Hundred Years from Today“, ein Song von Victor Young und Ned Washington. Wenig später musste Teagarden sein Orchester aus finanziellen Gründen auflösen.
Im November 1942 trat Teagarden mit seinem reaktivieren Orchester im Shangri-La in Philadelphia auf; im August und September 1943 – es war die Phase des Recording ban – wurden Auftritte der von Teagarden erneut zusammengestellten Bigband aus Militärbasen in Wichita Falls in Texas, und Shreveport in Louisiana mitgeschnitten; Bandvokalistin war inzwischen Phyllis Lane, zu hören in Nummern wie „I Never Mention Your Name“ (ein Song, der 1943 durch Dick Haymes & The Song Spinners populär war), „People Will Say We're in Love“ (aus dem Musical Oklahoma!) oder „All or Nothing at All“, eine Nummer von Arthur Altman und Jack Lawrence. Am 5. November 1943 gastierte die Band in der Rundfunksendung AFRS Spotlight Bands, übertragen aus dem Militärcamp Blythe in Kalifornien; Jack Teagarden sang dabei eines seiner bekanntesten Titel seines Repertoires, „Baby, Won’t You Please Come Home“.
Als Jack Teagarden's Chicagoans stellte Teagarden im November ’43 für Plattenaufnahmen für Capitol Records in Los Angeles ein Oktett mit Billy May (tp), Heinie Beau (cl), Dave Matthews (ts), Joe Sullivan (p), Dave Barbour (git), Artie Shapiro (kb) und Zutty Singleton (dr) zusammen („Stars Fell on Alabama“). Anfang 1944 meldete der Billboard: „Jack Teagarden entschied sich für einen festen Wohnsitz in Los Angeles und wird von dort aus alle seine Bandaktivitäten fortsetzen.“
Im August 1944 hatte Jack Teagarden mit einem neu zusammengestellten Orchester ein Engagement im Trianon Ballroom in Los Angeles; Bandvokalistin war erneut Phyllis Lane. Es folgten wieder Auftritte in Armeestützpunkten, wie in Camp Blanding, Jacksonville, in Fort Briggs, North Carolina, und schließlich am 19. Dezember im Charleston Air Field, South Carolina. Ende 1944 löste Teagarden diese Band, in dem zeitweise auch Jimmy McPartland und sein Bruder Charlie Teagarden spielten, wieder auf.

### 1945/46

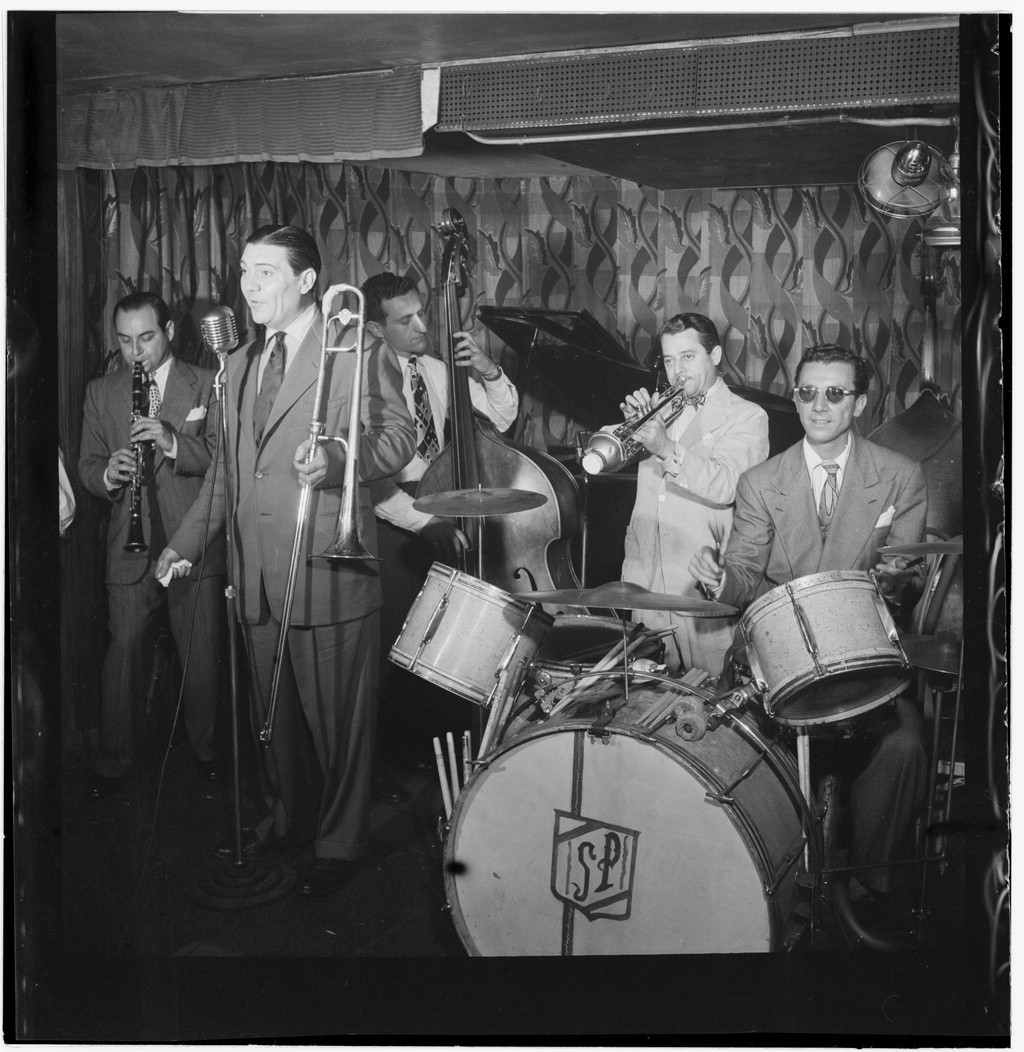
Jack Teagarden, Jack Lesberg, Max Kaminsky, und Peanuts Hucko, Eddie Condon’s, New York, ca. Juli 1947, Foto: Gottlieb

Im März 1945 stellte Jack Teagarden in Los Angeles für eine weitere Standard Transcriptions Session erneut eine Bigband zusammen; am 11. April 1946 kam es in Chicago zu einer letzten regulären Studiosession; Bandvokalistin war hier Christine Martin („Saving You for Me“). Aufgenommen wurden „I Gotta Right to Sing the Blues“, „Muskrat Ramble“, „Way Down Yonder in New Orleans“ und „Basin Street Blues“, ferner „On the Road to Mandalay“ (ein Novelty-Song, mit dem Laurence Tibbett in den 1930er Jahren erfolgreich war); die Aufnahmen erschienen auf Teagardens eigenem Label. in den folgenden Jahren arbeitete der Musiker fortan bei Louis Armstrongs All Stars (bzw. in dessen Sextett) sowie mit eigenen, aber kleineren Ensembles wie 1947 mit Jack Teagarden's Big Eight, mit Max Kaminsky, Peanuts Hucko, Cliff Strickland (ts), Gene Schroeder (p), Chuck Wayne, Jack Lesberg und Dave Tough oder dem Jack Teagarden Sextet (mit Kaminsky, Hucko, Herbie Dawson (p), Tony Dell (kb), Willie Rodriguez (dr)).

## Würdigung
Der Chronist und Zeitgenosse George T. Simon resümierte: „Jacks Karriere als Bigband-Leader war nur kurz und relativ unspektakulär, doch sie war immer musikalisch und oft sehr inspirierend.“ Nach Ansicht von Digby Fairweather war Teagardens Band „spät dran - seine erste wurde vier Jahre nach der Krönung von Benny Goodman zum King of Swing gegründet – und er fand sich oft der Gnade unehrlicher Agenten ausgeliefert, den Einberufungen [zum Militar] und schlicht seiner eigenen Unfähigkeit, in geschäftlichen Belangen schnell genug zu denken.“
Für Richard Cook & Brian Morton tendieren die frühen Aufnahmen des Orchesters von 1939/40 zu „anspruchslosem, kommerziellem Swing“; es dominierten die Titel mit der Vokalistin Kitty Kallen. Bei den (wenigen) Instrumentalnummern seien „Wolverine Blues“ und „The Blues“ hervorhebenswert. die drei Decca-Sessions seien ein hervorragendes Vehikel für Teagarden; er spiele „mit souveräner Autorität“ Titel wie „Blue River“, „Black and Blue“, „The Blues Have Got Me“ und vor allem „Nobody Knows the Trouble I've Seen“.
Für George Simon zeichnen sich die Aufnahmen der ersten Formation des Orchesters „durch Jacks warmes Spiel und seinen Gesang sowie durch Spivaks brilliante Trompete [aus; sie] machte einige exzellente Aufnahmen von Standards wie ‚The Sheik of Araby‘, ‚I Gotta Right to Sing the Blues‘ (seine Erkennungsmelodie), ‚Aunt Hagar’s Blues‘, ‚Peg O’ My Heart’, ‚Sometimes a Voice Is Calling‘ und natürlich die bekannteste seiner Aufnahmen, ein swingendes Arrangement von ‚Red Wing‘.“

## Diskographie (Schellack)
| Titel (A) Autor(en)                                                        | Titel (B) Autor(en)                                                                     | VÖ   | Labelnummer                          | Bemerkungen |
| -------------------------------------------------------------------------- | --------------------------------------------------------------------------------------- | ---- | ------------------------------------ | --- |
| White Sails (Beneath A Yellow Moon) Charles Kenny, Harry Archer            | Octoroon                                                                                | 1939 | Brunswick 8388                       | Gesang Jack Teagarden (B) |
| I Gotta Right to Sing the Blues Harold Arlen, Ted Koehler                  | Yankee Doodle Van Ess                                                                   | 1939 | Brunswick 8397                       | Gesang Jack Teagarden (A), Jean Arnold (B) |
| Muddy River Blues Yaw                                                      | Wolverine Blues Morton – J. Spikes – B. Spikes                                          | 1939 | Columbia 35297                       | Gesang Jack Teagarden (A) |
| Persian Rug Neil Moret                                                     | The Sheik Of Araby Francis Wheeler, Harry B. Smith, Ted Snyder                          | 1939 | Brunswick 8370                       | Gesang Jack Teagarden und Meredith Blake (B) |
| Two Blind Loves E. Y. Harburg, Harold Arlen                                | Hawaii Sang Me To Sleep Frank Loesser, Matty Malneck                                    | 1939 | Columbia 35233                       | Gesang Kitty Kallen (A, aus Die Marx Brothers im Zirkus) |
| Especially for You Tucker-Grogan                                           | You're the Moment in My Life                                                            | 1939 | Brunswick 8431                       | |
| I Swung the Election                                                       | Aunt Hagar's Blues                                                                      | 1939 | Columbia 35206                       | |
| It's a Hundred to One (Teagarden, Kamper)                                  | I'll Remember Teagarden – Lytle                                                         | 1940 | Columbia 35215                       | Gesang Jack Teagarden (A), Kitty Kallen (B) |
| I Gotta Right to Sing the Blues Arlen – Koehler                            | United We Swing                                                                         | 1939 | Okeh 6272                            | Gesang Jack Teagarden (A) |
| You Know                                                                   | The Little Man Who Wasn't There Harold Adamson, Bernie Hanighen                         | 1939 | Brunswick 8435                       | Gesang Jack Teagarden (A) |
| White Sails (Beneath A Yellow Moon) Charles Kenny, Harry Archer            | Shabby Old Cabby                                                                        | 1940 | Columbia – DO-2022                   | Gesang: Linda Keene (A). Die B-Seite war ein Titel von Horace Heidt & His Musical Knights                                                                             |
| Devil May Care Burke – Warren                                              | Night of the Shalimar                                                                   | 1940 | Montgomery Ward 10011 / Varsity 8278 | |
| Can't We Talk It Over                                                      | The Blues                                                                               | 1940 | Varsity 8218                         | |
| If I Could Be with You (One Hour Tonight) Henry Creamer – James P. Johnson | My Melancholy Baby Ernie Burnett                                                        | 1940 | Varsity 8209                         | |
| You You Darlin’                                                            | The Moon and the Willow Tree Victor Schertzinger, Johnny Burke                          | 1940 | Varsity 8196                         | Gesang Kitty Kallen (A); B: Ein Song aus dem Film The Road to Singapore 1940                                                                                          |
| I Hear Bluebirds Charles Tobias, Harry Woods                               | Fatima's Drummer Boy Eddy Breuder, Paul Rusincky                                        | 1940 | Varsity 8273                         | Gesang Marianne Dunne (A), Jack Teagarden (B) |
| Beale Street Blues                                                         | Swingin' on zhe Teagarden Gate Fred Norman, Teagarden                                   | 1940 | Columbia 35323                       | Gesang Jack Teagarden (A) |
| Rippling Waters Willie Smith                                               | Peg O' My Heart Alfred Bryan - Fred Fisher                                              | 1940 | Columbia – 35727                     | |
| Somewhere a Voice Is Calling                                               | Red Wing                                                                                | 1940 | Columbia – 35450                     | |
| The Blues Teagarden                                                        | If I Could Be with You Creamer-Johnson                                                  | 1940 | Philharmonic FR-83                   | Die Produktionen des Philharmonic Label wurden zwischen 1939 und 1944 produziert und waren für den Verkauf bei Händlern der Firestone Tire & Rubber Company bestimmt. |
| Prelude In "C" Sharp Minor Rachmaninow                                     | Blues to the Lonely Teagarden                                                           | 1941 | Decca 3642                           | |
| St. James Infirmary Trad.                                                  | Black and Blue Fats Waller                                                              | 1941 | Decca 3844                           | Gesang Jack Teagarden |
| A Rhythm Hymn                                                              | Blue River                                                                              | 1941 | Decca 4071                           | |
| Dark Eyes Teagarden                                                        | Chicks Is Won'erful Sid Feller                                                          | 1941 | Decca – 3701                         | |
| Prelude to the Blues Phil Moorer                                           | The Blues Have Got Me Charles LeVere                                                    | 1942 | Decca 4409                           | |
| Nobody Knows The Trouble I've Seen                                         | A Hundred Years From Today Victor Young, Ned Washington                                 | 1942 | Decca 4317                           | |
| Undertow Teagarden                                                         | Pickin' for Patsy Walter Donaldson                                                      | 1942 | Parlophone R 2556                    | A: „featuring Charlie Spivak“; B: „featuring Allan Reuss“ |
| Octoroon Harry Warren                                                      | Pickin' for Patsy Walter Donaldson                                                      | 1942 | Regal Zonophone G24941               | Gesang Jack Teagarden (A) |
| If I Could Be With You One Hour Tonight                                    | Sheik Of Araby                                                                          | 1945 | V-Disc 418                           | Die B-Seite war ein Titel von Hot Lips Page and the V-Disc All Stars (mit Johnny Guarnieri, Al Hall und Specs Powell)                                                 |
| On The Road To Mandalay Speakes – Kipling                                  | Saving You For Me                                                                       | 1946 | Jack Teagarden Presents RB-113       | Gesang Christine Martin (B) |
| Basin Street Blues Handy                                                   | Martian Madness                                                                         | 1946 | Jack Teagarden Presents 11224        | Gesang Jack Teagarden (A) |
| Why Dream / Passage Interdit                                               | Beale Street Blues Handy                                                                | 1946 | V-Disc 587                           | Die A-Seite enthielt zwei Titel von Major Glenn Miller's Army Air Forces Overseas Orchestra                                                                           |
| City Nights / Pixie from Dixie                                             | On Revival Day / Wolverine Blues Andy Razaf bzw. Spikes, Jelly Roll Morton, John Spikes | 1947 | V-Disc 724                           | Die A-Seite enthielt zwei Titel von Jack Jenney and His Band bzw. von Fletcher Henderson and His Band.                                                                |

## Diskographische Hinweise (Kompilationen)

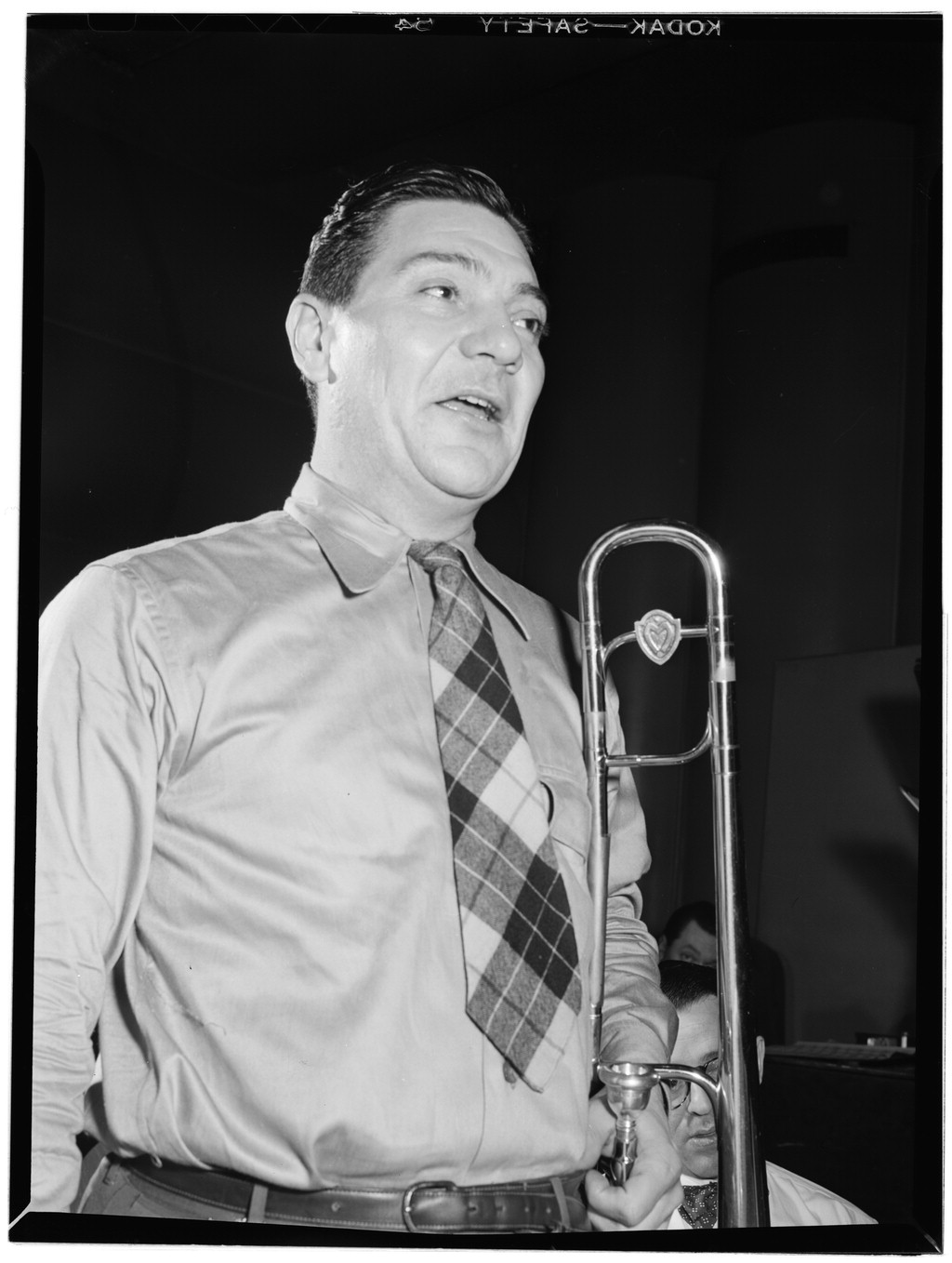
Jack Teagarden, Victor studio(?), New York., ca. April 1947. Foto. William P. Gottlieb

- Jack Teagarden and His Orchestra – 1939–1940 (Classics)
- Jack Teagarden and His Orchestra – 1940–1941 (Classics)
- Jack Teagarden and His Orchestra – 1941–1943 (Classics)
- Big Band Gems 1940-41 (Aufnahme aus dem Arcadia Ballroom, New York, Dezember 1940)
- Swingin' On a Teagarden Gate – From The Archives (enthält Mitschnitte aus dem Sherman Hotel Ende 1941)
- Spotlight On Jack Teagarden (Mitschnitte von AFRS Spotlight Bands, Blythe, AAF Base, CA, November 5, 1943)
- WBAL Presents Jack Teagarden & His Orchestra – The Blues (Aufnahmen der Standard Transcriptions Session in Los Angeles von 1945)